# Oreneta bicolor
L'oreneta bicolor (Tachycineta bicolor) és una espècie d'ocell de la família dels hirundínids (Hirundinidae). Habita terrenys amb vegetació poc alta i sovint a prop de l'aigua des de l'oest d'Alaska i la major part del Canadà fora de les zones més septentrionals, fins a Califòrnia, Nevada, Arizona, Louisiana, Mississipi, Geòrgia i Carolina del Nord. Passa l'hivern a Mèxic i l'Amèrica Central. El seu estat de conservació es considera de risc mínim.